# Imperial (Nebraska)
Imperial ist eine Stadt im Chase County im US-Bundesstaat Nebraska. Die Bevölkerung war 2.068 bei der Volkszählung 2020. Es ist der county seat des Chase County.

## Geschichte
Die ursprüngliche Stadt Imperial wurde auf Land erbaut, das von Thomas Mercier und MJ Goodrich bewohnt wurde. Diese Männer gaben jedem, der ein Gebäude errichtete und half, die Stadt zu gründen, ein Stadtgrundstück. Mercier war der erste Postmeister und trat sein Amt am 14. Dezember 1885 an.
Am 15. August 1892 bekam der Ort einen Eisenbahnanschluss. Sie wurde von einer Abteilung der Chicago, Burlington and Quincy Railroad gebaut. Die Linie verließ die Hauptlinie in der Nähe von Culbertson und endete in Imperial.
Fast alle Gebäude wurden nach Süden zur zukünftigen Eisenbahnlinie verlegt und der heutige Standort des Geschäftsviertels der Stadt wurde etabliert.
Das erste Gerichtsgebäude von Imperial wurde 1889 auf dem Grundstück errichtet, auf dem das heutige Gerichtsgebäude steht.

### Einträge im National Register of Historic Places
- Balcony House (aufgeführt im Jahr 2000), an der Ecke 10th Street und Court Street, einen Block westlich des Broadway in der 10th Street
- Chase County Court House (aufgeführt 1990), am Broadway zwischen der 9. und 10. Straße

## Geografie
Nach Angaben des United States Census Bureau hat die Stadt eine Gesamtfläche von 7,85 Quadratkilometern, wovon 7,83 Quadratkilometer Land sind.

## Demografie
Die Bevölkerung war 2.068 bei der Volkszählung 2020.